# Saint-Céols
Saint-Céols is een gemeente in het Franse departement Cher (regio Centre-Val de Loire) en telt 18 inwoners (2009). De plaats maakt deel uit van het arrondissement Bourges.

## Geografie
De oppervlakte van Saint-Céols bedraagt 3,6 km², de bevolkingsdichtheid is dus 5 inwoners per km².
De onderstaande kaart toont de ligging van Saint-Céols met de belangrijkste infrastructuur en aangrenzende gemeenten.

## Demografie
Onderstaande figuur toont het verloop van het inwonertal (bron: INSEE-tellingen).